# Marija Borowytschenko

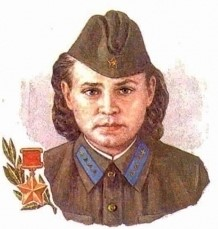
Marija Borowytschenko

Marija Serhijiwna Borowytschenko (ukrainisch Марія Сергіївна Боровиченко, * 21. Oktober 1925 in Myscholowka, Rajon Holossijiw, Kiew, Ukrainische Sozialistische Sowjetrepublik; † 14. Juli 1943 in Orlowka, Oblast Kursk, RSFSR) war eine ukrainische Sanitäterin.

## Biografie
Sie hatte acht Schuljahre absolviert. Zu Beginn des Deutsch-Sowjetischen Kriegs war sie in einem Krankenpflegekurs eingeschrieben. Als die Deutschen auf Kiew vorrückten, gelang es ihr zu entkommen. Sie hatte dabei Informationen gesammelt, die sie an die 5. Luftlande-Brigade unter dem Kommando von Oberst Rodimzew weiterleitete, was den Sowjets ermöglichte, einen Teil der feindlichen Artillerie zu zerstören. Dafür und wegen ihrer Erfahrung als Krankenpflegerin wurde sie sofort in den Dienst gestellt.
Am 13. August 1941 hatte sie südlich von Kiew Verwundete behandelt. Als ihr Bataillonskommandeur von drei Deutschen gefangen genommen worden war, erschoss sie zwei von ihnen mit einer Pistole, die sie vom Schlachtfeld aufgehoben hatte, wodurch er entkommen konnte. In der nächsten Schlacht hatte Borowytschenko einen hochrangigen deutschen Offizier verhaftet, was Rodimzews Aufmerksamkeit auf sie gezogen hatte, und er befahl seinen Untergebenen, sie über ihre Aktivitäten vollständig zu informieren.

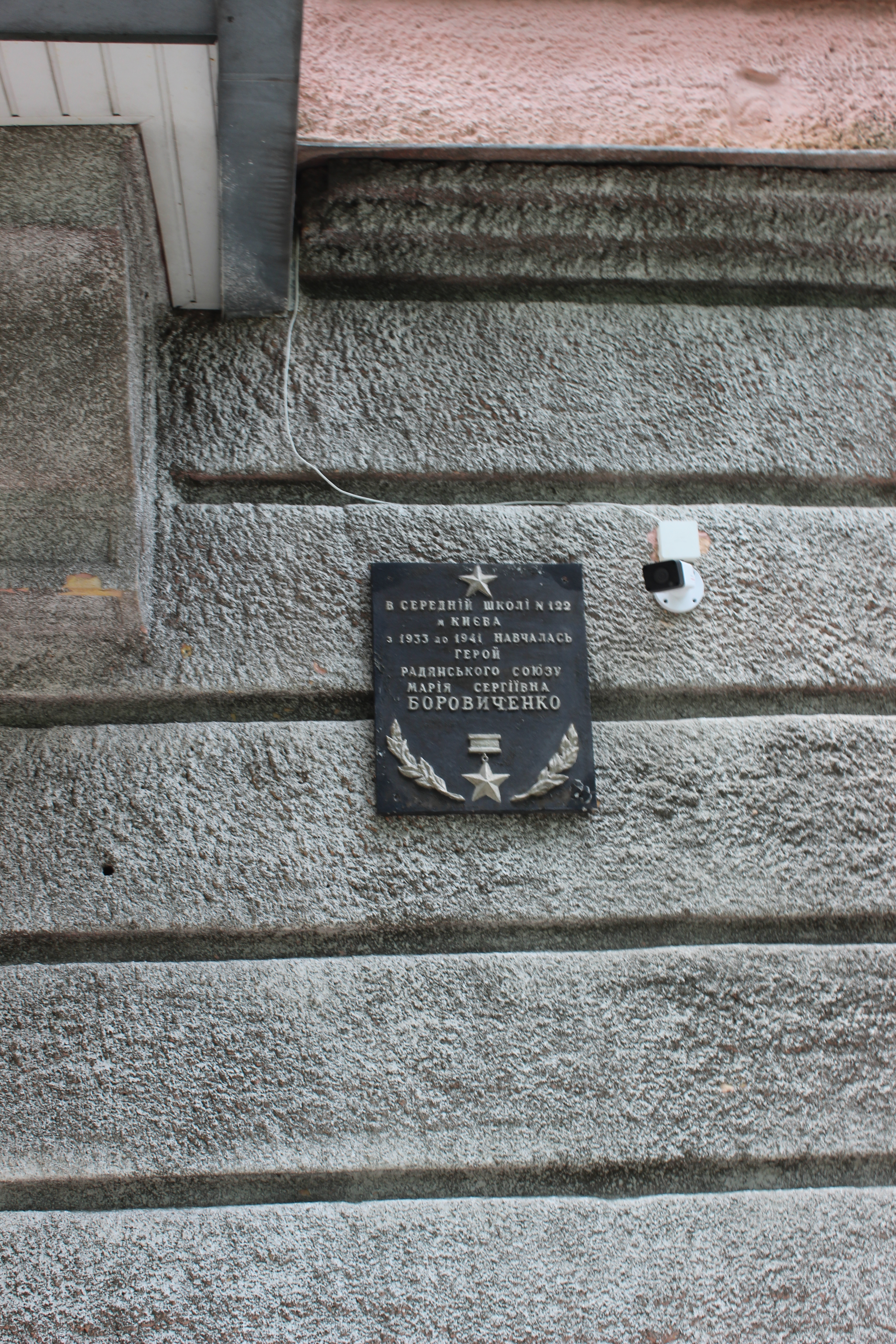
Gedenkplakette an Borowytschenkos Schule

Als die Deutschen am 5. September 1941 dabei waren, Kiew zu umschließen, erhielt Rodimzew den Befehl, seine Einheit zum Südufer des Seim bei Konotop zu bewegen. Als der Feind gerade dabei war, eine beschädigte Eisenbahnbrücke zu überqueren, überredete Borowytschenko einen Kameraden dazu, ein Maxim-Maschinengewehr zu einer idealen Position zu ziehen. Sie agierte dabei als Artilleriebeobachterin und Ladeschützin und konnte den Feind dadurch aufhalten. Rodimzew hatte ihr persönlich für ihre Tapferkeit gratuliert.
Später nahm sie an der Schlacht von Stalingrad teil, wo ihr Verlobter durch einen Scharfschützen getötet wurde. 1943 wurde sie zum Oberfeldwebel befördert.
Während der Schlacht bei Kursk am 14. Juli 1943 in der Nähe des Dorfes Orlowka hatte sie einen vorrückenden Panzer mit einer Panzerabwehrhandgranate lahmgelegt. Sie schützte einen verwundeten Leutnant mit ihrem Körper und wurde durch ein Schrapnell eines feindlichen Projektils tödlich am Kopf getroffen.
Rodimzew hatte Borowytschenkos Biografie veröffentlicht. Am 6. Mai 1965 wurde Borowytschenko per Dekret des Präsidiums des Obersten Sowjets posthum die Auszeichnung Held der Sowjetunion verliehen.
Borowytschenkos Leben wurde im Film „Нет неизвестных солдат“ (= Keine unbekannten Soldaten), der auf Rodimzews Biografie basiert und am 21. Februar 1966 uraufgeführt wurde, verfilmt.
Die Schule Nr. 122 in Kiew, die von Borowytschenko besucht wurde, ist nach ihr benannt. Außerdem befinden sich an der Schule eine Gedenkplakette und eine Büste.